# Pembina (Dakota du Nord)
Pour les articles homonymes, voir Pembina.
La ville de Pembina est située dans le comté de Pembina, dans l’État du Dakota du Nord, aux États-Unis. Pembina est située à 2,3 km (2 miles) au sud de la frontière canado-américaine. 
Lors du recensement de 2010, sa population s’élevait à 592 habitants.

## Géographie
Pembina est située à la confluence de la rivière Pembina et la rivière Rouge du Nord.

## Toponymie
La ville tient son nom de la plante Pembina que les trappeurs et coureurs des bois canadiens français francisèrent à partir de l'ethnonyme des Cris en langue crie « nîpiniminân » en français : « baie d'été ». Pembina est une plante connue sous le nom de viorne ou viorne comestible.

## Histoire
Les premiers Européens furent les Canadiens français à l'époque de la Nouvelle-France qui arpentèrent la région des Grands Lacs tel que le célèbre explorateur Pierre Gaultier de Varennes et de La Vérendrye. La région était peuplée par les Amérindiens Lakota, Chippewa et Assiniboine.
Au cours du XIXe siècle l'histoire de la région fut intimement liée à celle de la Nation métisse du Canada et du Manitoba voisin.

## Démographie
| Groupe            | Pembina | Dakota du Nord | États-Unis |
| ----------------- | ------- | -------------- | ---------- |
| Blancs            | 94,1    | 90,0           | 72,4       |
| Métis             | 2,7     | 1,8            | 2,9        |
| Autres            | 1,4     | 0,5            | 6,4        |
| Asiatiques        | 1,0     | 1,0            | 4,8        |
| Afro-Américains   | 0,5     | 1,2            | 12,6       |
| Amérindiens       | 0,3     | 5,4            | 0,9        |
| Total             | 100     | 100            | 100        |
|                   |         |                |            |
| Latino-Américains | 1,4     | 2,0            | 16,7       |

Selon l’American Community Survey, pour la période 2011-2015, 99,10 % de la population âgée de plus de 5 ans déclare parler l’anglais à la maison, 0,54 % déclare parler l’allemand et 0,36 % le japonais.
| 1880 | 1890 | 1900 | 1910 | 1920 | 1930 |
| ---- | ---- | ---- | ---- | ---- | ---- |
| 287  | 670  | 929  | 717  | 802  | 551  |

| 1940 | 1950 | 1960 | 1970 | 1980 | 1990 |
| ---- | ---- | ---- | ---- | ---- | ---- |
| 703  | 640  | 625  | 741  | 673  | 642  |

| 2000 | 2010 | - | - | - | - |
| ---- | ---- | - | - | - | - |
| 642  | 592  | - | - | - | - |

## Source
- (en) Cet article est partiellement ou en totalité issu de l’article de Wikipédia en anglais intitulé « Pembina, North Dakota » (voir la liste des auteurs).